# Lembeye
Lembeye ist eine französische Gemeinde mit 804 Einwohnern (Stand 1. Januar 2022) im Département Pyrénées-Atlantiques in der Region Nouvelle-Aquitaine; sie gehört zum Arrondissement Pau und zum Kanton Terres des Luys et Coteaux du Vic-Bilh.

## Geographie
Die Gemeinde liegt rund 27 Kilometer nordöstlich von Pau. Nachbargemeinden sind Corbère-Abères im Nordosten, Bassillon-Vauzé im Osten, Luc-Armau im Südosten, Peyrelongue-Abos im Süden, Samsons-Lion im Südwesten, Simacourbe im Westen und Escurès im Nordwesten.

## Weinbau
Der Ort gehört zum Weinbaugebiet Béarn.

## Gemeindepartnerschaften
- Alzey in Rheinhessen, Deutschland
- Almudévar, Spanien

## Persönlichkeiten
- Louis de la Caze (1703–1765), Arzt
- Gilbert Duclos-Lassalle (* 1954), Radrennfahrer